# いずえ駅
いずえ駅（いずええき）は、岡山県井原市下出部町にある、井原鉄道井原線の駅。

## 歴史
当駅の付近は、かつて井笠鉄道神辺線の下出部駅（しもいずええき）が存在していた。
- 1925年（大正14年）2月7日：井笠鉄道高屋線の井原 - 高屋間開通に伴い、下出部駅が開業[3][4]。
- 1933年（昭和8年）9月1日：路線譲渡に伴い、神高鉄道の駅となる[5][6]。
- 1940年（昭和15年）1月1日：会社合併に伴い、井笠鉄道神辺線の駅となる[7][8][9]。
- 1967年（昭和42年）4月1日：神辺線の廃線に伴い、下出部駅が廃駅となる[10][11]。
- 1999年（平成11年）1月11日：井原鉄道井原線の開通に伴い、旧・下出部駅からやや東側の位置にいずえ駅が開設[1][2]。

## 駅構造
神辺方面に向かって左側に単式ホーム1面1線を有する高架駅（停留所）で、高架下に公衆トイレと駐輪場がある。無人駅で、直接ホームに上がる形になっている。自動券売機等は設置されていない。駅名標下部には6kmほどの距離にある経ヶ丸グリーンパークのイラストが描かれている。
井笠鉄道神辺線の下出部駅は、1面1線の地上駅であった。

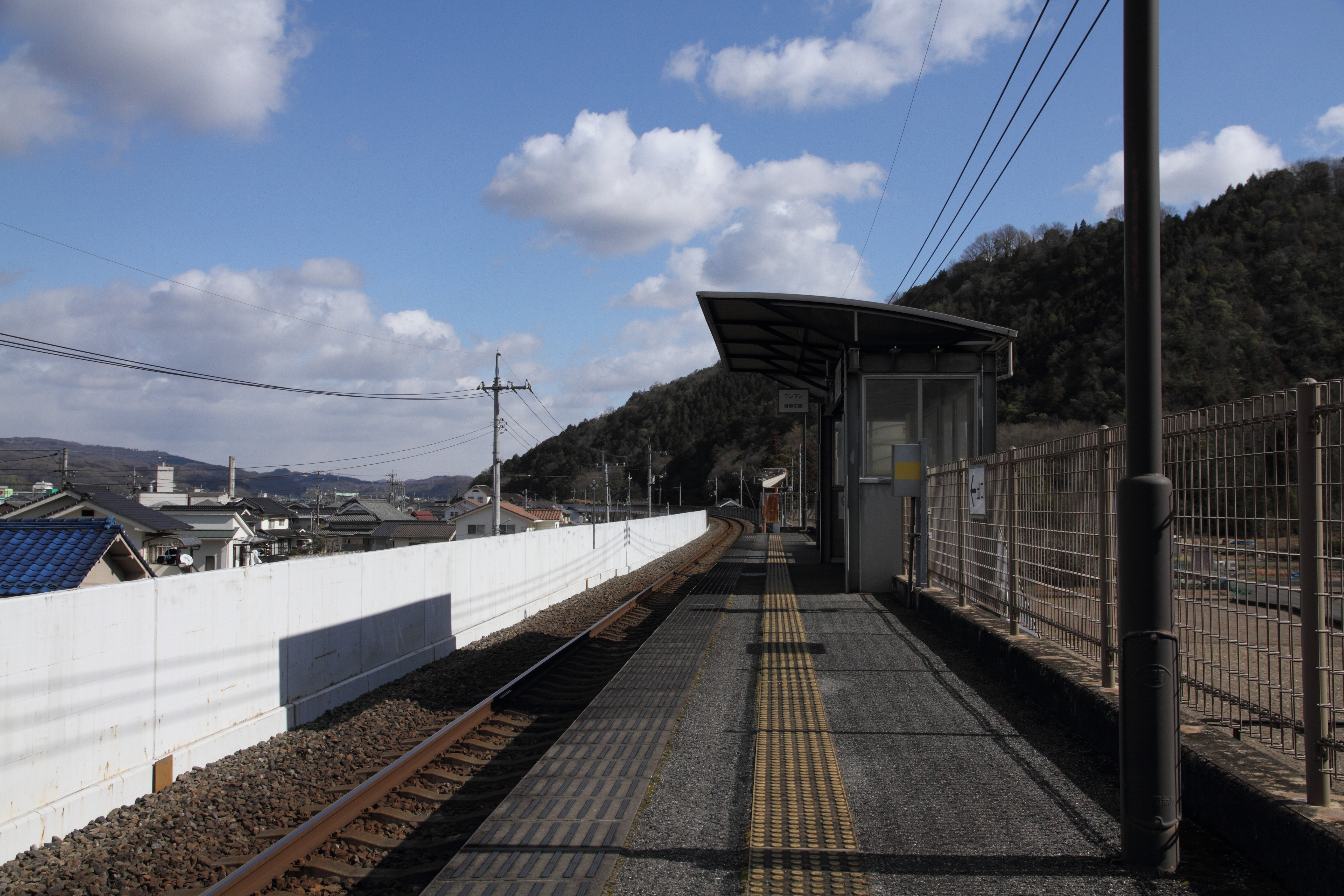
構内（2022年2月）

## 利用状況
| 1日乗降人員推移 | 1日乗降人員推移 |
| 年度            | 1日平均人数     |
| --------------- | --------------- |
| 2018年          | 56              |

## 駅周辺
- 出部郵便局
- ディオ井原店
- 国道313号
- ボートレースチケットショップ井原（ミニボートピア井原） - 岡山県内初の場外舟券売り場、2013年（平成25年）12月14日に開業[13]。

## 隣の駅
井原鉄道
■井原線
井原駅 - いずえ駅 - 子守唄の里高屋駅

### かつて存在した路線
井笠鉄道
神辺線
出部駅 - 下出部駅 - 高屋駅